# Laoag
Laoag (ilocano: Lawag) es una ciudad en la provincia de Ilocos Norte, Filipinas. Es la cabecera de Ilocos Norte, y el centro político, comercial e industrial de la provincia. Es la ubicación del único aeropuerto comercial de la región de Ilocos. Los municipios de San Nicolás, Paoay, Sarrat, Vintar y Bacarra forman sus límites. Las estribaciones de la Cordillera Central hacia el este y el Mar de China Meridional al oeste son sus límites físicos.
Laoag experimenta el clima monzónico vigente del norte de Luzón, que se caracteriza por una estación seca de noviembre a abril y una estación lluviosa de mayo a octubre, de vez en cuando la visitan tifones de gran alcance.
Según el último censo, tenía una población de 102.457 personas en 19.751 hogares.

## Historia
Laoag, pueblo con cura y gobernadorcillo, era residencia del Alcalde Mayor de Ilocos-Norte, encargado de la administración de justicia y demás ramos civiles y políticos. Cabeza de una de las 20 provincias en que se dividía la isla de Luzón.
En lo eclelsiástico pertenece a la diócesis de Nueva Segovia.
Laoag es una hermosa ciudad que es rica en cultura. Es probablemente una de las pocas ciudades que aún tiene coches de caballos como medio de transporte.[cita requerida]

"...Situada a la orilla del río de su nombre que pasa también por los pueblos de Dingras, Sarrat y San Nicolás; en terreno llano y arenisco, despejado, y clima de los más sanos por no tener laguna ni pantano alguno en sus inmediaciones, y disfruta de una atmósfera limpia que presenta un hermoso cielo; por lo que sin duda le dieron este nombre que significa CLARIDAD..."
Diccionario Buzeta, 1850